# Catalogue Ross
Pour les articles homonymes, voir Ross.
Le catalogue Ross est un catalogue d'étoiles réalisé par l'astronome Frank Elmore Ross dans la première moitié du XXe siècle, sur une période s'étalant de 1925 à 1939. Ce catalogue recense 1094 étoiles dont le mouvement propre est élevé, caractérisant des étoiles relativement proches du système solaire.

## Note
1. ↑  Voir la liste des publications de F. E. Ross recensant des étoiles de son catalogue : .